# Stefan Chaput
Stefan Chaput (né le 11 mars 1988 à Montréal, Québec au Canada) est un joueur professionnel canadien de hockey sur glace.

## Carrière de joueur
Originaire du Québec, il joua son hockey junior avec le club américain de la Ligue de hockey junior majeur du Québec, les Maineiacs de Lewiston. Il remporta avec ce club le championnat de la ligue et put ainsi participer au tournoi de la Coupe Memorial en 2007.
Par la suite, il rejoint les River Rats d'Albany, club école des Hurricanes de la Caroline. Ces derniers l’avaient sélectionné lors du repêchage de la Ligue nationale de hockey en 2006.
Le 23 novembre 2010, il se voit être échangé par les Hurricanes en compagnie de Matt Kennedy aux Ducks d'Anaheim en retour de Ryan Carter, Chaput rejoint alors leur club affilié en LAH, le Crunch de Syracuse. Il ne dispute cependant que 23 rencontres avec ces derniers avant d'être échangé à nouveau, cette fois aux Bruins de Boston, en compagnie de David Laliberté. En retour les Ducks obtînrent Brian McGrattan et Sean Zimmerman.
Le 18 septembre 2012, il signe un contrat des ligues mineurs avec l'organisation représentant sa ville natale, soit le Canadiens de Montréal. Il évolue alors avec leur club affilié de la Ligue américaine de hockey les Bulldogs de Hamilton, ainsi qu’avec les Nailers de Wheeling de l'East Coast Hockey League.
Le 1er novembre 2013 il signe un contrat à titre d’agent libre avec les Riverkings de Cornwall de la Ligue nord-américaine de hockey. Après avoir disputé un seul match avec l'équipe, il signe le 14 novembre avec les Comets d'Utica de la Ligue américaine de hockey. Le 20 décembre il est libéré par les Comets d'Utica, il dispute un autre match avec les Riverkings de Cornwall, puis il signe un contrat d'essai avec le EV Ravensbourg de la 2. Bundesliga (Allemagne).

## Statistiques
| Saison    | Équipe                 | Ligue          |    | Saison régulière | Saison régulière | Saison régulière | Saison régulière | Saison régulière |   | Séries éliminatoires | Séries éliminatoires | Séries éliminatoires | Séries éliminatoires | Séries éliminatoires |
| Saison    | Équipe                 | Ligue          | PJ | B                | A                | Pts              | Pun              | PJ               | B | A                    | Pts                  | Pun                  |                      |                      |
| 2004-2005 | Lions du West Island   | Midget AAA     | 39 | 29               | 25               | 54               | 86               | 5                | 2 | 2                    | 4                    | 14                   |                      |                      |
| 2004-2005 | Maineiacs de Lewiston  | LHJMQ          | 8  | 2                | 3                | 5                | 2                | 8                | 1 | 0                    | 1                    | 2                    |                      |                      |
| 2005-2006 | Maineiacs de Lewiston  | LHJMQ          | 69 | 19               | 29               | 48               | 44               | 6                | 0 | 1                    | 1                    | 4                    |                      |                      |
| 2006-2007 | Maineiacs de Lewiston  | LHJMQ          | 57 | 17               | 29               | 46               | 43               | 17               | 6 | 5                    | 11                   | 20                   |                      |                      |
| 2007      | Maineiacs de Lewiston  | Coupe Memorial | -  | -                | -                | -                | -                | 4                | 1 | 1                    | 2                    | 4                    |                      |                      |
| 2007-2008 | Maineiacs de Lewiston  | LHJMQ          | 62 | 33               | 36               | 69               | 56               | 6                | 2 | 1                    | 3                    | 12                   |                      |                      |
| 2007-2008 | River Rats d'Albany    | LAH            | 1  | 0                | 0                | 0                | 0                | -                | - | -                    | -                    | -                    |                      |                      |
| 2008-2009 | River Rats d'Albany    | LAH            | 15 | 4                | 7                | 11               | 10               | -                | - | -                    | -                    | -                    |                      |                      |
| 2009-2010 | River Rats d'Albany    | LAH            | 75 | 10               | 28               | 38               | 18               | 2                | 0 | 1                    | 1                    | 2                    |                      |                      |
| 2010-2011 | Checkers de Charlotte  | LAH            | 20 | 0                | 3                | 3                | 9                | -                | - | -                    | -                    | -                    |                      |                      |
| 2010-2011 | Crunch de Syracuse     | LAH            | 27 | 3                | 4                | 7                | 6                | -                | - | -                    | -                    | -                    |                      |                      |
| 2010-2011 | Bruins de Providence   | LAH            | 15 | 3                | 3                | 6                | 4                | -                | - | -                    | -                    | -                    |                      |                      |
| 2011-2012 | Bruins de Providence   | LAH            | 11 | 4                | 1                | 5                | 4                | -                | - | -                    | -                    | -                    |                      |                      |
| 2012-2013 | Bulldogs de Hamilton   | LAH            | 48 | 5                | 12               | 17               | 25               | -                | - | -                    | -                    | -                    |                      |                      |
| 2012-2013 | Nailers de Wheeling    | ECHL           | 15 | 3                | 6                | 9                | 8                | -                | - | -                    | -                    | -                    |                      |                      |
| 2013-2014 | Comets d'Utica         | LAH            | 3  | 0                | 0                | 0                | 0                | -                | - | -                    | -                    | -                    |                      |                      |
| 2013-2014 | Riverkings de Cornwall | LNAH           | 2  | 0                | 1                | 1                | 0                | -                | - | -                    | -                    | -                    |                      |                      |
| 2013-2014 | EV Ravensbourg         | DEL2           | 16 | 9                | 11               | 20               | 22               | 5                | 1 | 4                    | 5                    | 6                    |                      |                      |
| 2014-2015 | Dresdner Eislöwen      | DEL2           | 43 | 20               | 34               | 54               | 24               | 3                | 0 | 1                    | 1                    | 55                   |                      |                      |
| 2015-2016 | HDD Olimpija Ljubljana | EBEL           | 19 | 2                | 7                | 9                | 16               | -                | - | -                    | -                    | -                    |                      |                      |
| 2015-2016 | Löwen Frankfurt        | DEL2           | 27 | 8                | 13               | 21               | 20               | -                | - | -                    | -                    | -                    |                      |                      |
| 2016-2017 | Marquis de Jonquière   | LNAH           | 31 | 8                | 31               | 39               | 14               | 13               | 5 | 13                   | 18                   | 6                    |                      |                      |
| 2017-2018 | Marquis de Jonquière   | LNAH           | 20 | 2                | 19               | 21               | 17               | -                | - | -                    | -                    | -                    |                      |                      |

## Trophées et honneurs personnels
- 2006-2007 : remporte la Coupe du président avec les Maineiacs de Lewiston de la Ligue de hockey junior majeur du Québec.

- 2016-2017 remporte la Coupe Vertdure avec les Marquis de Jonquière de la Ligue nord-américaine de hockey.